# Хаблов, Максим Сергеевич
Макси́м Серге́евич Хаблов (укр. Максим Сергійович Хаблов; род. 8 января 1988, Симферополь) — украинский футболист, выступавший на позиции полузащитника

## Биография
Родился в Симферополе, в детстве проживал в селе Светлое Джанкойского района, а позднее — в селе Почтовое, в Бахчисарайском районе Крыма. В ранние годы занимался спортивной гимнастикой, тренером по которой был его отец. Также отец, выступавший за любительские коллективы, привил сыну интерес к футболу. С 2000 года занимался в футбольной школе симферопольской «Таврии». В турнирах ДЮФЛ Украины провёл за крымчан 45 матчей и отличился 13 голами. С 2006 года — в дубле «Таврии». В заявку основной команды попал всего один раз, в 2006 году, на матч Кубка Украины против ужгородского «Закарпатья», однако на поле так и не появился. В дальнейшем выступал за клуб только в турнире дублёров и, сменившем его, молодёжном первенстве, где в общей сложности отыграл 109 матчей и забил 3 гола. Покинул «Таврию» в 2010 году.
После ухода из «Таврии» некоторое время выступал за любительские команды из чемпионата Крыма. В 2012 году стал игроком винницкой «Нивы», в составе которой дебютировал в профессиональном футболе в Первой лиге чемпионата Украины. Летом того же года перешёл в другой клуб первого дивизиона — кировоградскую «Звезду», в которой провёл полгода. В январе 2013 года подписал контракт с херсонским «Кристаллом», выступавшим во второй лиге, цвета которого защищал до лета, после чего стал игроком свердловского «Шахтёра». В 2014 году, по приглашению Максима Тищенко, с которым Хаблов был знаком по работе в «Звезде», перешёл в команду литовской «А Лиги» — гаргждайскую «Бангу». Выступал за литовскую команду до июля 2014 года, в составе клуба дошёл до финала Кубка Литвы и провёл два матча в Лиге Европы УЕФА против ирландского «Слайго Роверс». В 2015 году провёл несколько матчей за любительскую «Анапу» в кубке Краснодарского края, после чего вернулся в Крым. После 2016 года играл в нескольких клубах Премьер-лиги КФС, а также за любительские команды полуострова.

## Достижения
- Финалист Кубка Литвы: 2014